# 武昌理工学院
武昌理工学院（曾用名：湖北工贸专修学院、武汉科技大学中南分校），是国家教育部批准成立的全日制普通本科高校。属民办高校，校址位于武汉市江夏区，校长赵作斌。

## 沿革
1997年初，湖北广信科技教育开发有限公司向原湖北省教育委员会提出了投资创办湖北工贸专修学院的申请。
1997年9月5日，原湖北省教育委员会鄂教成（1997）057号文件正式批复，同意成立。
1997年9月6日，湖北广信科技教育开发有限公司颁布委任书，委任赵作斌为湖北工贸专修学院院长和法定代表人。
1997年，创办湖北工贸专修学院。
1999年6月2日，武汉科技大学与湖北工贸专修学院签订联合办学协议，在湖北工贸专修学院设立武汉科技大学职业技术学院“工贸校区”。
2000年9月，湖北广信科技教育开发有限公司在武汉江夏庙山开发区江夏大道18号征地并开始兴建新校区。
2001年1月，湖北广信科技教育开发有限公司与武汉科技大学正式签署了《关于举办武汉科技大学中南分校的协议》。
2002年3月25日，湖北省教育厅发文《关于同意试办武汉科技大学中南分校的批复》同意武汉科技大学与湖北广信科技教育开发有限公司合作试办武汉科技大学中南分校，从2002年开始招生。
2004年2月，教育部发文确认武汉科技大学中南分校。
2011年5月，分校转设为武昌理工学院，学校代码为12310。同时撤销武汉科技大学中南分校建制。
2019年，武昌理工学院通过教育部本科教学工作合格评估。